# 鷲ヶ頭山
鷲ヶ頭山（わしがとうざん、わしがとうさん）は、愛媛県今治市の大三島のほぼ中央に位置する標高436mの山である。

## 山名の由来
伊豆の三嶋大社の縁起を記した『神道集』三嶋大明神事や『三宅記』に、伊予国三嶋（大三島）を舞台として、子供を連れ去った鷲が登場する。
『神道集』によると、鷲はその後、鷲大明神となり、三嶋大明神（大山祗神社）の摂社として奉られた。更に、三嶋大明神が東国に渡って伊豆三島神社（三嶋大社）となった際、鷲も東国へ飛び移り、武蔵国の鷲宮神社となったという。鷲宮神社は14世紀には鷲山大明神とも呼ばれていた。鷲ヶ頭山の名は、この鷲に由来するとされる。

## 地理
鷲ヶ頭山は、愛媛県北部の大三島に位置し、瀬戸内海国立公園地域に含まれる。北西麓には大山祗神社があり、当山を神体山としている。古くは鷲峯山、神ノ山、神野山とも書いた。
山頂には二等三角点「鷲頭山」が設置され436.52mとなっている。周囲に高い山が無いため、山頂からは360°の遠景を体感できる。東に生口島、岩城島など、南に伯方島、大島、西には大崎上島などの周囲の島々を望むことができる。さらに、北に遠くは中国山地の山々が浮かんで見える。
山の麓は概ね柑橘類の果樹園に覆われている。もともと大三島は降水量が1,142mm（1979−2000年平均アメダス）と少ないため水利に恵まれず、初期消防力にも限りがあることから、過去に何度か山火事が発生し被害を生じたことがあり、植林が行われている。地質は脆い。南山腹からは台本川（うてなほんがわ）が源流を発し、西流して台海岸で瀬戸内海に流れ込んでいる。

## 登山
島内各所からの登山路がある。越智郡大三島町（現:今治市）は、これまで入日ノ滝、安神山（あんじんさん）などとともに、大山祗神社に次ぐ観光地開発を目指して自動車道路も整備してきた。
山頂まで車で行くことは可能だが、狭い林道なので道を知っている地元のタクシーに頼むのが無難である。

## 交通
東京から弾丸ツアーで山頂まで行く場合（一例）
①東京駅（8時）～福山駅：東海道・山陽新幹線
②福山駅～大三島バスストップ：高速バス
③大三島バスストップ～山頂（14時）：地元のタクシー

## ギャラリー

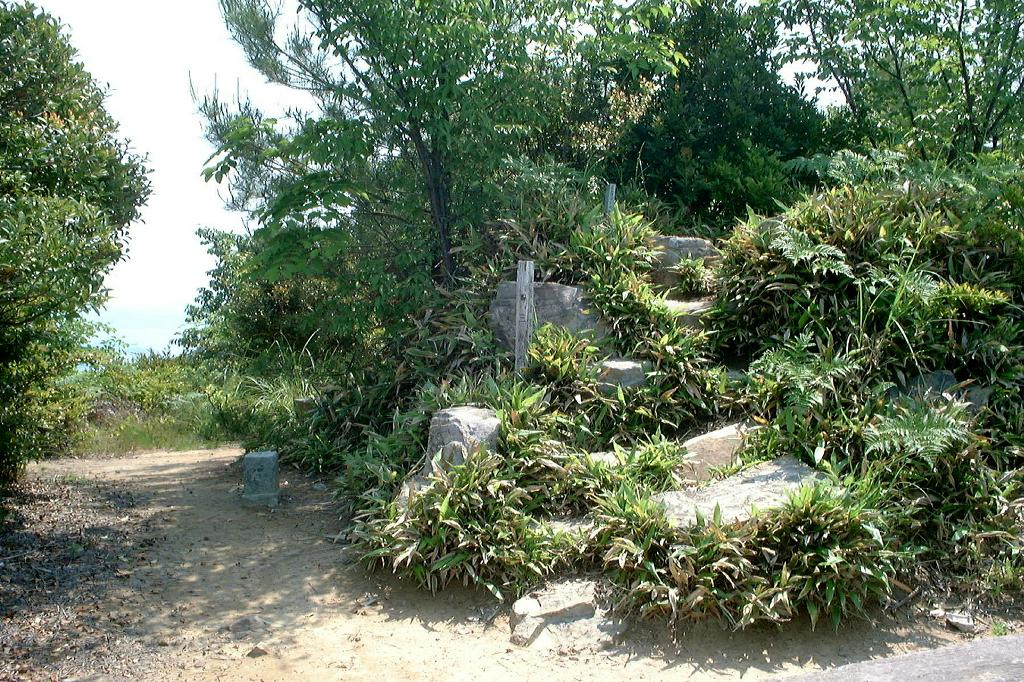
最高点の入り口
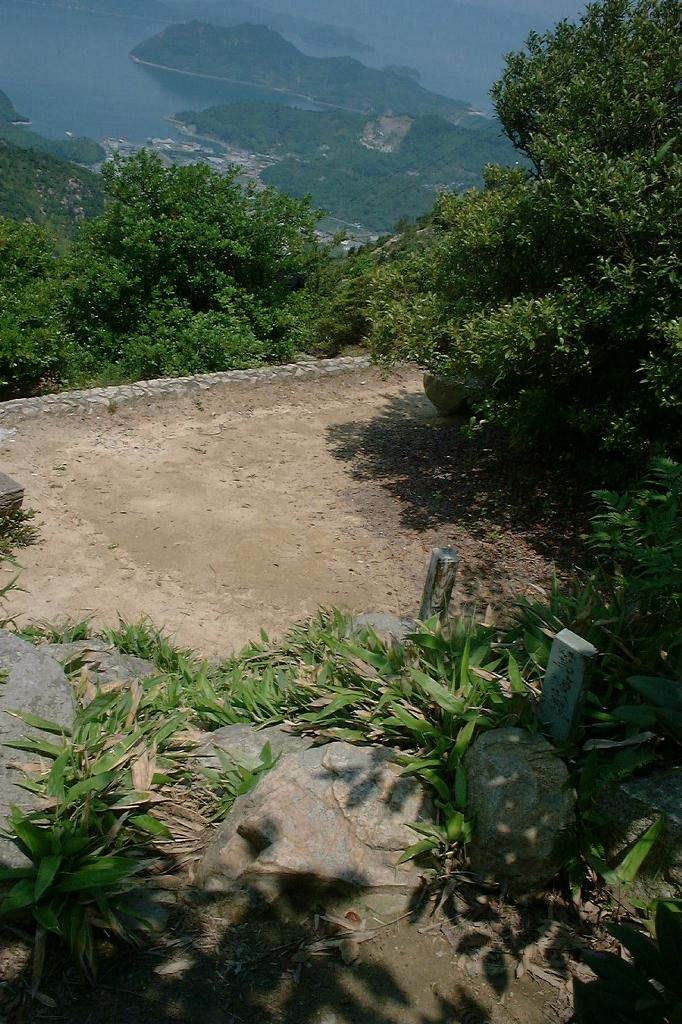
最高点から下を見る